# Lorenzo Cardella
Lorenzo Cardella (* 27. November 1734 in Lucca; † 2. Juni 1822 in Rom) war ein italienischer Kleriker und Kirchenhistoriker.

## Leben
Lorenzo Cardella war ein Sohn von Giuseppe Cardella und Elisabetta Crendler. Er studierte am Priesterseminar seiner Heimatstadt sowie in Rom und Perugia. 1769 trat er in die Priesterschaft des Oratoriums San Girolamo della Carità ein, von wo er vier Jahre später als Beichtvater und Prediger der Congregazione della Buona Morte (die 1648 von dem Jesuitengeneral Vincenzo Carafa gegründet worden war) in das Seminar von Frascati wechselte. 
1785 wechselte er in den Convento de la Santísima Trinidad de los peregrinos (Konvent der Heiligen Dreifaltigkeit der Pilger) in Rom und trat als Küster in die Kirche Santa Maria dell’Orazione e Morte (Rom) ein; 1791 wurde er Pfarrer der Kirche Santi Vincenzo e Anastasio im römischen Stadtteil Regola, 1803 Kaplan der Compagnìa della Morte sowie 1808 Kanoniker in Frascati. Im Jahr 1809 erlitt er einen Schlaganfall, der ihn linksseitig lähmte; er verbrachte seine letzten Jahre bis zu seinem Tod im Jahr 1822 im Alter von 87 Jahren zurückgezogen.
Lorenzo Cardella ist heute vor allem bekannt als Autor der Memorie storiche de’ cardinali della Santa Romana Chiesa, ein Lebensbeschreibung aller Kardinäle bis zur Zeit des Papstes Benedikt XIV., die in zehn Bänden zwischen 1792 und 1797 in Rom veröffentlicht wurde. 